# サッカーモンテネグロ女子代表
サッカーモンテネグロ女子代表（サッカーモンテネグロじょしだいひょう）は、モンテネグロサッカー協会(モンテネグロ語:Fudbalski savez Crne Gore, 略称：FSCG)によって編成されるモンテネグロの女子サッカーナショナルチームである。欧州サッカー連盟(UEFA)に所属している。2012年3月に初めて代表が結成され、ボスニア・ヘルツェゴビナ代表と初の国際試合を行った。フル代表の国際大会出場は2015 FIFA女子ワールドカップ・ヨーロッパ予選が初となる。
女子ワールドカップ、オリンピックともに出場はない。

## ワールドカップの成績
代表が結成された2012年以降の成績を記す。
- 2015 -

## オリンピックの成績
代表が結成された2012年以降の成績を記す。
- 2012 - 不参加
- 2016 -

## UEFA欧州女子選手権の成績
代表が結成された2012年以降の成績を記す。
- 2013 - 不参加

## FIFAランキング
- 最新順位 - 88位(2024年8月)
- 初登場 - 81位(2013年6月)
- 最高順位 - 78位(2017年12月)
- 最低順位 - 98位(2021年8月)

出典: FIFA Women's Ranking

## 選手

### 主な代表選手
- FW
  - スラジャナ・ブラトヴィッチ